# Rahiolisaurus
Rahiolisaurus é um gênero de dinossauro terópode do Cretáceo Superior da Índia. Há uma única espécie descrita para o gênero Rahiolisaurus gujaratensis.